# Heptathlon aux championnats du monde d'athlétisme en salle 2016
Pour un article plus général, voir Championnats du monde d'athlétisme en salle 2016.
Navigation
2014 2018
Le  concours de l'heptathlon des championnats du monde en salle 2016 s'est déroulé les 18 et 19 mars 2016 à l'Oregon Convention Center de Portland, aux États-Unis. Il est remporté par l'Américain Ashton Eaton.

## Faits marquants
L'Américain Ashton Eaton, vainqueur des deux précédentes éditions, prend la tête après le 60 mètres, suivi par son principal adversaire, l'Ukrainien Oleksiy Kasyanov.
À la longueur, Eaton saute à 8,08 m et s'assure une avance de près de 200 points après deux épreuves. Kasyanov réalise la 3e performance avec 7,49 m.
Les deux premiers gardent leurs positions après le poids, mais avec 14,16 m Eaton prend du retard sur les bases de son record du monde. Kurt Felix réussit le meilleur lancer, 15,02 m et passe troisième.
Au saut en hauteur, Eaton et Kasyanov en restent à 1,99 m, l'Américain conservant ainsi 144 points d'avance sur l'Ukrainien à l'issue de la première journée. Felix passe à la deuxième place du classement général grâce à un saut à 2,11 m.
Le 60 m haies voit Ashton Eaton réaliser le meilleur temps, devant Oleksiy Kasyanov. L'Allemand Mathias Brugger bat sa meilleure performance de la saison et passe de la 6e à la 5e place.
Avec 5,10 m à la perche, Eaton prend une avance suffisante avant la dernière épreuve pour conserver son titre. Brugger franchit la même hauteur, un record personnel, et passe troisième, tandis que Kasyanov avec 4,90 m bat aussi son record et reste deuxième.
Eaton parcourt les 1 000 mètres de la dernière épreuve en 2 min 35 s 22, pour un total final de 6 470 pts. Seuls lui-même et son compatriote Dan O’Brien ont déjà fait mieux. Kasyanov conserve la deuxième place au général, et Brugger la troisième. Avec un temps de 2 min 29 s 09 L'Américain Curtis Beach finit quatrième, tout près de l'Allemand (6 126 pts contre 6 118 pts).

## Médaillés
| Or           | Argent           | Bronze          |
| Ashton Eaton | Oleksiy Kasyanov | Mathias Brugger |

## Résultats

### Classement général[8]
| Rang               | Nom                     | Nationalité | Points | Notes | 60 m       | Longueur     | Poids       | Hauteur    | 60 m haies   | Perche     | 1 000 m           |
| ------------------ | ----------------------- | ----------- | ------ | ----- | ---------- | ------------ | ----------- | ---------- | ------------ | ---------- | ----------------- |
| Médaille d'or      | Ashton Eaton            | États-Unis  | 6 470  | WL    | 951 6 s 81 | 1 081 8,08 m | 738 14,16 m | 794 1,99 m | 1 038 7 s 78 | 941 5,10 m | 927 2 min 35 s 22 |
| Médaille d'argent  | Oleksiy Kasyanov        | Ukraine     | 6 182  | SB    | 933 6 s 86 | 932 7,49 m   | 761 14,53 m | 794 1,99 m | 1 005 7 s 91 | 880 4,90 m | 877 2 min 39 s 64 |
| Médaille de bronze | Mathias Brugger         | Allemagne   | 6 126  | PB    | 830 7 s 15 | 886 7,30 m   | 757 14,47 m | 850 2,05 m | 922 8 s 24   | 941 5,10 m | 940 2 min 34 s 10 |
| 4                  | Curtis Beach            | États-Unis  | 6 118  | SB    | 868 7 s 04 | 972 7,65 m   | 675 13,12 m | 822 2,02 m | 872 8 s 45   | 910 5,00 m | 999 2 min 29 s 04 |
| 5                  | Adam Sebastian Helcelet | Tchéquie    | 6 003  | SB    | 865 7 s 05 | 859 7,19 m   | 787 14,96 m | 822 2,02 m | 972 8 s 04   | 880 4,90 m | 818 2 min 45 s 06 |
| 6                  | Kurt Felix              | Grenade     | 5 986  | NR    | 882 7 s 00 | 922 7,45 m   | 791 15,02 m | 906 2,11 m | 898 8 s 34   | 760 4,50 m | 827 2 min 44 s 23 |
| 7                  | Tim Nowak               | Allemagne   | 5 832  | PB    | 819 7 s 18 | 795 6,92 m   | 747 14,31 m | 794 1,99 m | 930 8 s 21   | 880 4,90 m | 867 2 min 40 s 57 |
| 8                  | Jérémy Lelièvre         | France      | 5 769  |       | 875 7 s 02 | 847 7,14 m   | 731 14,04 m | 687 1,87 m | 922 8 s 24   | 790 4,60 m | 917 2 min 36 s 15 |
| 9                  | Samuel Remédios         | Portugal    | 5 733  |       | 907 6 s 93 | 852 7,16 m   | 697 13,48 m | 740 1,93 m | 949 8 s 13   | 790 4,60 m | 798 2 min 46 s 92 |
| 10                 | Petter Olson            | Suède       | 5 697  |       | 823 7 s 17 | 811 6,99 m   | 723 13,92 m | 740 1,93 m | 920 8 s 25   | 849 4,80 m | 831 2 min 43 s 85 |
| -                  | Jorge Ureña             | Espagne     | DNF    |       | 847 7 s 10 | 850 7,15 m   | 621 12,24 m | 767 1,96 m | 925 8 s 23   | 0 DNS      |                   |

## Légende
Records et Performances
- AR : Record continental (area record)
- CR : Record des championnats (championship record)
- MR : Record du meeting (meet record)
- NR : Record national (national record)
- OR : Record olympique (olympic record)
- PR : Record paralympique (paralympic record)
- PB : Record personnel (personal best)
- SB : Meilleure performance personnelle de la saison (season's best)
- WL : Meilleure performance mondiale de l'année (world leader)
- WJR : Record du monde junior (world junior record)
- WR : Record du monde (world record)

Circonstances et Conditions
- DNF : N'a pas terminé (did not finish)
- DNS : N'a pas pris le départ (did not start)
- DQ : Disqualification (disqualification)
- NM : Aucun essai valable enregistré (No Mark)
- Q : Qualifié « directement » au prochain tour (ou à la prochaine compétition), lors d'une compétition majeure, grâce au classement ou à la réalisation des minima (automatic qualifier)
- q : Qualifié au prochain tour (ou à la prochaine compétition), lors d'une compétition majeure, grâce au repêchage ou à la réalisation de l'une des meilleures performances parmi celles des « non qualifiés directement » (grâce au meilleur temps ou à la meilleure distance par exemple) (secondary qualifier)